# Saison 1 de L'Enfer du devoir
 (juillet 2018).
Si vous disposez d'ouvrages ou d'articles de référence ou si vous connaissez des sites web de qualité traitant du thème abordé ici, merci de compléter l'article en donnant les références utiles à sa vérifiabilité et en les liant à la section « Notes et références ».
Cet article présente le guide des épisodes de la première saison,,, de la série télévisée L'Enfer du devoir.

## Épisodes
1. Commando Viêt Nam (Pilot) de Bill L. Norton
Les douze mois pendant lesquels les soldats américains devaient servir au Vietnam étaient désignés par l'expression tour de service[5]. Base Ladybird, 1967. Les sentinelles ont été égorgées durant la nuit, prélude à une sanglante attaque de l'ANV. Le Sergent Anderson part à la recherche de nouvelles recrues...
2. Le Tunnel de la mort (Notes from the Underground) de Bill L. Norton
La guerre du Vietnam fut la plus longue qu'ait connu l'Amérique. Bravo 3.2 subit une embuscade meurtrière dans les environs de Chu Lai, puis ses assaillants rompent le combat et disparaissent mystérieusement. Il faut dire que le sol est jonché de tunnels...
3. Embuscades (Dislocations) de Aaron Lipstadt
En 1967, environ un huitième de la population du sud Vietnam était composée de réfugiés. Après une attaque au cours de laquelle la compagnie Bravo est aidée par une autochtone, le Q.G. décide de déplacer le village de Ben Duc...
4. Commando spécial (War Lover) de Jim Johnston
Un soldat américain au Vietnam, avait une chance sur cinquante cinq de se faire tuer pendant ce que l'on appelait son tour de service. En voulant nettoyer un bunker, la compagnie Bravo est mise en danger par l'arrivée inopinée d'un hélicoptère des Forces Spéciales. La compagnie Bravo va devoir apporter son soutien à une opération destinée à détruire un pont utilisé par l'ennemi...
5. L'Appât (Sitting Ducks) de Aaron Lipstadt
Entre 1963 et 1967, plus de vingt moines bouddhistes se suicidèrent rituellement pour protester contre l'oppression politique au sud Vietnam. Alors qu'elle est chargée de protéger les travaux d'irrigation du Génie dans le village de Binh Thui, la compagnie Bravo tombe dans un guet-apens à chacune de ses sorties...
6. Rivalités (Burn, Baby, Burn) de Reynaldo Villalobos (en)
Le Président Truman mit fin à la ségrégation à l'intérieur des forces armées le 26 juillet 1948. Décret no 9981. Il n'y a pas que les émeutes dans le New Jersey et dans le Maryland: la bagarre qu'ils ont eu dans un bar à filles n'est qu'un avant-goût des tensions raciales qui attendent les membres la compagnie Bravo alors qu'ils patrouillent dans la jungle et se font prendre à partie par un sniper...
7. Frères, pères et fils (Brothers, Fathers and Sons) de Bill L. Norton
On estime à plus d'un million le nombre d'orphelins, ou d'enfants ayant perdu leur foyer, pendant la guerre du Vietnam)[6]. Les VC abattent l'hélicoptère qui emmenait au Q.G. Anderson, Johnson et Baker. Les 3 survivants tentent d'échapper à leurs poursuivants et tombent sur un camp de montagnards bombardé...
8. Les Bons, les méchants et les morts (The Good, the Bad and the Dead) de Reynaldo Villalobos
En 1967, il y avait 486 000 soldats américains au Vietnam. Anderson fait libérer de prison son ancien Sergent instructeur pour le nommer chef de peloton dans la compagnie Bravo, chargée d'aller détruire une station radio du VC. Le vieux héros plein d'expérience est fatigué...
9. Les Deux Frères (Battling Baker Brothers) de Bill L. Norton
Entre 1965 et 1973, 15 millions de jeunes Américains déclarés aptes au service national refusèrent de répondre à l'appel. Un Baker de plus ou deux Baker de trop ? La fête façon Malibu va pourtant prendre fin quand Karl part en mission et est fait prisonnier par l'ANV...
10. Déchirements (Nowhere to Run) de Randy Roberts
Pendant la Seconde Guerre mondiale, l'âge moyen des soldats était de 26 ans. Il n'était que de 19 ans au Vietnam. Tandis que les GI's se plaignent sur leurs amours perdus, les sapeurs VC franchissent les barbelés et lancent une attaque de harcèlement sur la base. Le lendemain après avoir compté les morts et évacués les blessés, la compagnie Bravo part protéger un pont...
11. Un moment de faiblesse (Roadrunner) de Jim Johnston
1 679 appareils des forces aériennes furent abattus pendant la guerre du Vietnam. 704 hommes d'équipage furent tués : on put en secourir 1 226). Malgré les tirs de mortiers subis le matin, la compagnie se réjouit pour la permission de l'après-midi après 30 jours d'affilée, quand le Q.G. lui donne l'ordre de partir pour la dangereuse vallée de Ang Ho participer à l'opération couronne d'argent : sauvetage des pilotes abattus
12. Un reportage tragique (Pushin' Too Hard) de Bill L. Norton
16 journalistes Américains donnèrent leur vie durant la guerre du Vietnam. La compagnie Bravo part en mission dans la vallée de Bin Khe suivie par une reporter de guerre qui va amener les hommes à prendre des risques inconsidérés... Mort du Capitaine Wallace, Kevin Conroy disparait de la série.
13. Rock au Vietnam (USO Down) de Ronald L. Schwary
Bien que souvent invités à se produire dans des zones de combats, tous les artistes présents au Vietnam étaient des volontaires. En 3 jours de search and destroy, la compagnie n'a toujours rien trouvé quand Johnson croit apercevoir une blanche en mini short et bottes en cuir...
14. État de siège (Under Siege) de Stephen L. Posey
En 1965 l'ennemi était le plus fort mais maintenant il est absolument évident qu'il va perdre, ses espoirs sont vains. Général William West Morland 21 novembre 1967. L'hélicoptère du nouveau commandant de compagnie atterrit sur la base de feu Ladybird au beau milieu d'une attaque de l'artillerie lourde. Alors qu'il serait urgent de fortifier le camp, le Cpt veut faire venir l'ANV à lui. Il va être servi, la base est submergée...
15. Permission spéciale (Soldiers) de Bill L. Norton
Plus de 134 000 soldats de l'armée Américaine furent grièvement blessés ou mutilés au cours de la guerre du Vietnam. Ruiz et Taylor devaient aller en permission à Bangkok, mais vont à Honolulu soutenir le moral de Percell dont le père est à l'hôpital. Sur place, ils découvrent l'hostilité que leur porte le public américain...
16. La Prisonnière et le lieutenant (Gray-Brown Odyssey) de Randy Roberts
En 1965 les Vietcongs annoncèrent que plus d'un million de femmes prenaient part à leurs opérations. De retour d'une corvée avec Horn, la jeep de Goldman saute sur une mine, ce dernier n'y voit plus rien et ils sont attaqués. Horn met les assaillants en déroute et fait une prisonnière VC. Puis part chercher les secours...
17. De l'héroïne pour les héros (Blood Brothers) de Charles Correll
On estime qu'en 1970 10 % à 15 % des combattants américains au Vietnam consommaient de l'héroïne sous différentes formes. Le père de Goldman débarque en tournée d'inspection, y trouvant des hommes désenchantés et un fils aux idées bien plus nuancées que les siennes...
18. Partira, partira pas ? (Short Timer) de Bill Duke
40 % des soldats morts au Vietnam furent tués au cours de leurs trois premiers mois de services. Une des dernières patrouilles pour Taylor qui est libérable. Mais comme personne ne l'attend à la maison il se laisse embrigader par le Sergent recruteur...
19. Retour aux sources (Paradise Lost) de James L. Conway
De 1961 à 1971, plus de 45 000 indigènes reçurent une instruction militaire de la part de forces armées américaines)[7]. Tombés dans une embuscade dans laquelle ils auraient dû finir comme des cochons à l'abattoir, les hommes de la compagnie Bravo s'aperçoivent que les assaillants ont été tués par les guerriers d'une tribu montagnarde de l'ethnie Katou...
20. Prise d'otages (Angel of Mercy) de Bill L. Norton
C'est le 8 juillet 1959 que mourait le premier soldat américain au Vietnam, le dernier devait mourir le 29 avril 1975. Une réunion VC est découverte dans un village communiste. Un Colonel de l'ANV est blessé et fait prisonnier pour être interrogé. Goldman et Anderson sont blessés lors de l'extraction...
21. La Colline (The Hill) de Robert Iscove
Comment osons-nous envoyer nos hommes dix fois à l'assaut d'une même colline, et réprimer ceux qui s'insurgent contre la folie d'une telle entreprise. Sénateur Edward Kennedy, mai 1969 ? Évocation de la célèbre bataille d'Hamburger Hill.